# Dlouhý Újezd
Dlouhý Újezd är en ort i Tjeckien.   Den ligger i distriktet Okres Tachov och regionen Plzeň, i den västra delen av landet, 130 km väster om huvudstaden Prag. Dlouhý Újezd ligger 531 meter över havet och antalet invånare är 294.
Terrängen runt Dlouhý Újezd är platt österut, men västerut är den kuperad. Runt Dlouhý Újezd är det ganska glesbefolkat, med 24 invånare per kvadratkilometer. Närmaste större samhälle är Tachov, 3,0 km norr om Dlouhý Újezd. Omgivningarna runt Dlouhý Újezd är en mosaik av jordbruksmark och naturlig växtlighet.